# 島津久倫
島津 久倫（しまづ ひさとも）は、江戸時代中期から後期の薩摩藩士。都城私領主である都城島津家22代当主。

## 生涯
宝暦9年（1759年）、20代当主島津久茂の次男に生まれる。同11年（1761年）、兄の21代当主久般が早世し、男子がなかったため家督を相続する。明和6年（1769年）、鹿児島城に於いて元服し久倫と名乗る。
安永4年（1775年）、島津重豪が鹿児島において開催した犬追物に騎手として参加し、褒賞として綾紗3巻を賜る。同7年（1778年）、稽古館（学校）を、同9年（1780年）、講武館（武道場）を創建し、家臣に文武を奨励する。
寛政2年（1790年）、宗家島津斉宣の拝謝使として家老以下を随え江戸へ赴き、将軍徳川家斉に拝謁し、太刀、馬等を献上する。同3年（1791年）、都城と宮崎を結ぶ大淀川の水運の妨げであった観音瀬の開鑿を家臣の藤崎公寛に命じる。この事業は難工事の末、3年後に完工し、都城と赤江港（宮崎港）間で川舟の通行が可能となり、明治時代まで盛んに利用された。工事に従事した農民には手当を支給し、特に水中で作業をする者には粥や焼酎を支給するなど細やかな配慮を行っている。
同10年（1798年）、庄内旧伝編集方を設置し、領内の地誌編纂を命じる。この事業は息子の久統に引き継がれ、約30年後の文政年間に庄内地理志全113巻が完成した。
文政4年（1821年）、64歳で死去した。龍峰寺に葬られた。